# Pico de la Zarza
El Pico de la Zarza, también llamado Pico de Jandía, es la montaña más alta de la isla de Fuerteventura ―Canarias, España―, alcanzando los 807 metros sobre el nivel del mar.

## Toponimia
El término pico hace referencia a su forma acabada en punta, mientras que el apelativo de la zarza se debe a la presencia de esta especie vegetal, la zarza o zarzamora Rubus ulmifolius, que crece en espacios húmedos alterados y que en la isla de Fuerteventura solo está presente en las cumbres de la península de Jandía.

## Características
Se encuentra en el municipio de Pájara, en la península de Jandía que también es parque natural.
Geología
El Pico de la Zarza se formó durante el período Mioceno medio y superior, estando compuesto por coladas basálticas olivínicas y olivínico-piroxénicas.
Vegetación
En las laderas con orientación norte del pico se puede localizar vegetación típica del monteverde seco, caracterizado por especies menos exigentes en humedad. Este tipo de vegetación solo se da en las cumbres de la península de Jandía, estando escasamente representada debido a la actividad humana histórica. Así, solo presenta ejemplares escasos y dispersos de aderno Heberdenia excelsa, paloblanco Picconia excelsa, laurel Laurus novocanariensis, brezo Erica arborea y mocán Visnea mocanera. Además, en los escarpes entre el Pico de La Zarza y el Pico del Mocán encuentran refugio muchas especies endémicas de la isla como el tajinaste de Jandía Echium handiense, la pelotilla Aichryson bethencourtianum o la magarza de Winter Argyranthemum winteri.
Las laderas del sur, más expuestas y sin influencia del alisio, presentan matorrales bajos de sustitución de la vegetación natural. Están constituidos por comunidades de matorral de joraos Asteriscus sericeus, acompañado de estornuderas Andryala glandulosa, aulaga Launaea arborescens y espinos Lycium intricatum.

## Ascensión
La ruta para subir a pie a la cumbre permite realizar una caminata de poco más de dos horas y media. El ambiente que rodea el lugar es dispar, destaca sobre todo el Saladar de Jandía. El camino, señalizado y habilitado, forma parte de la red de senderos del Cabildo de Fuerteventura.

## Galería

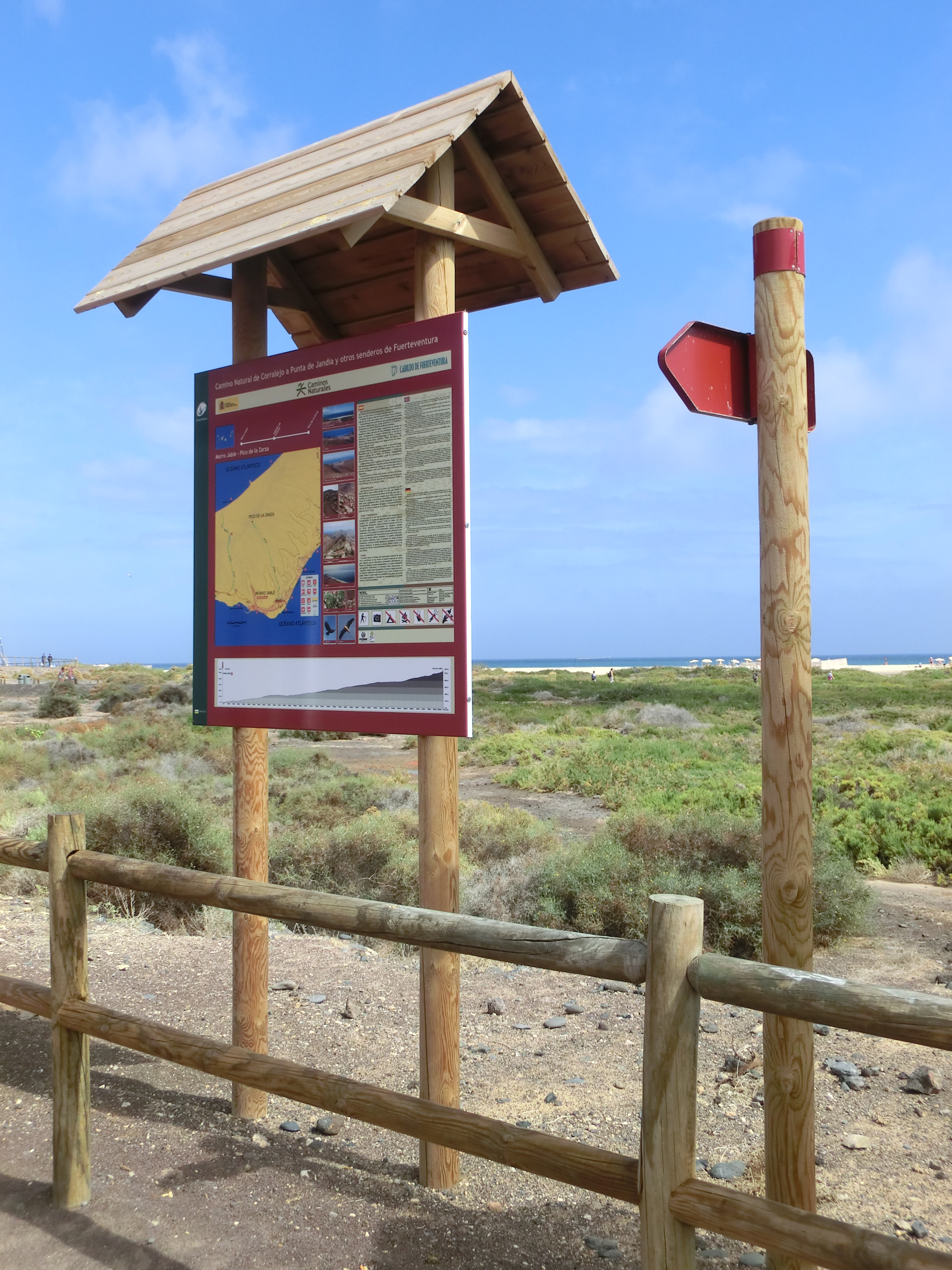
Panel del sendero PR-FV 54.
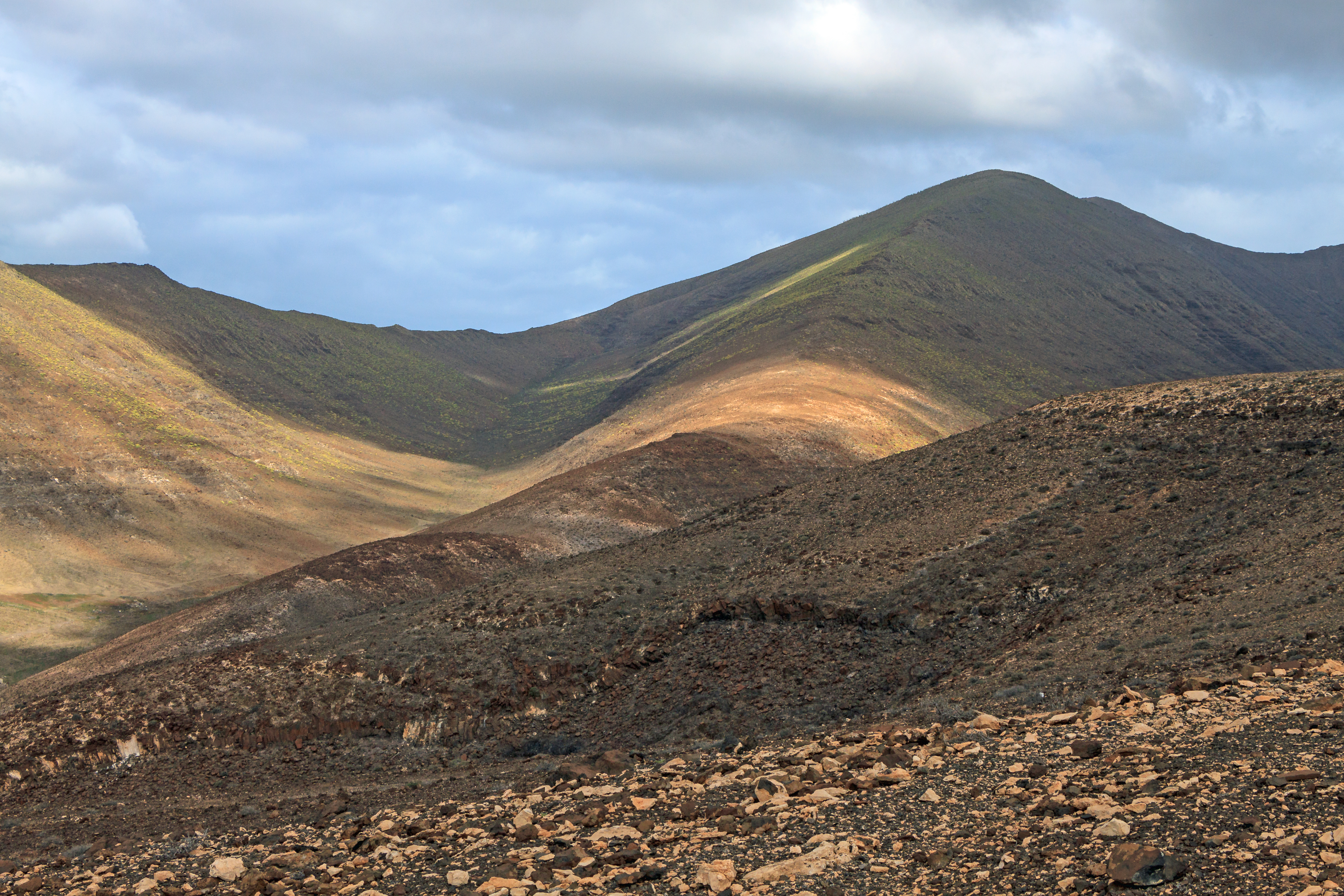
Barranco de Vinamar.
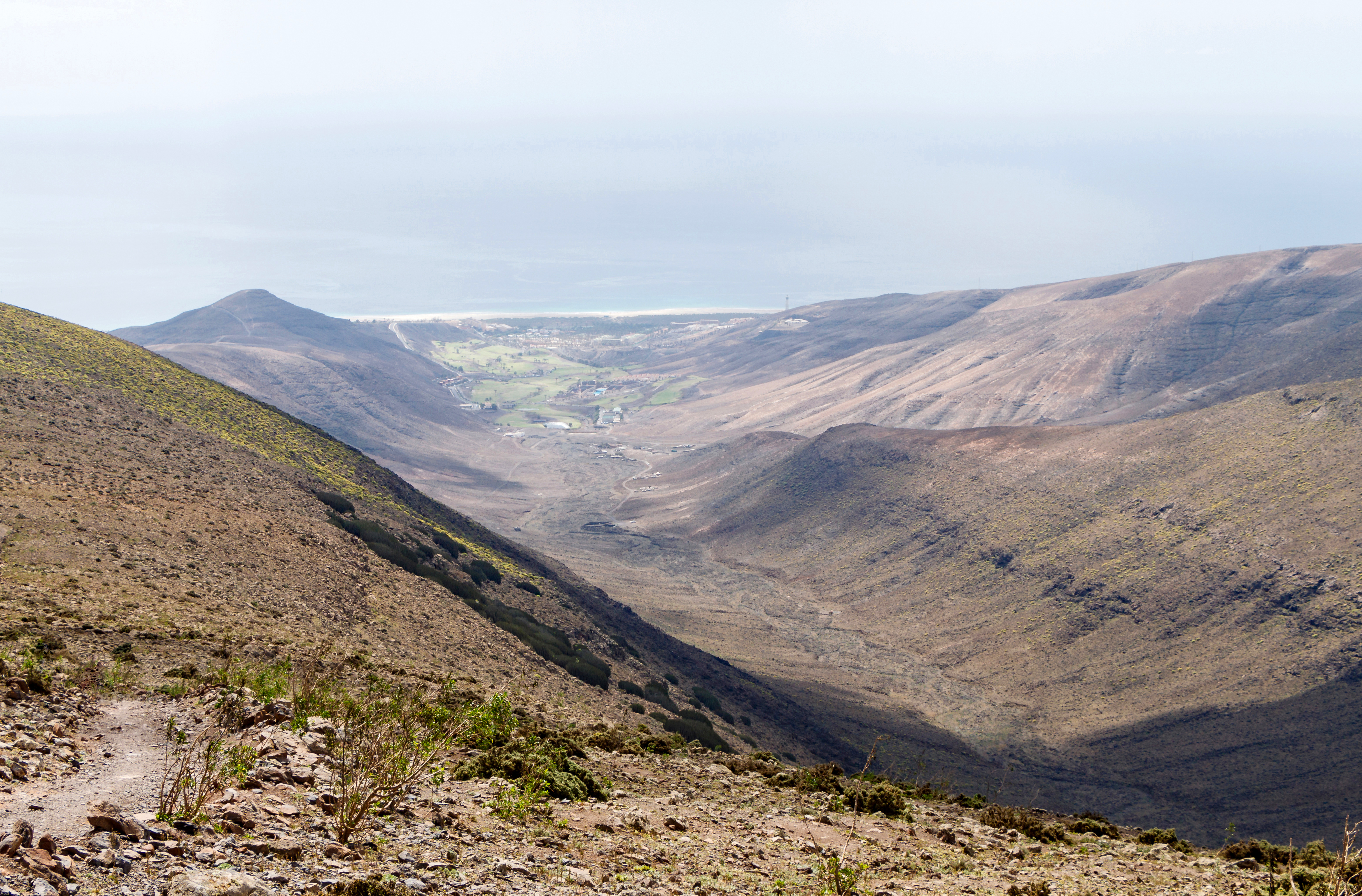
Barranco de Vinamar.
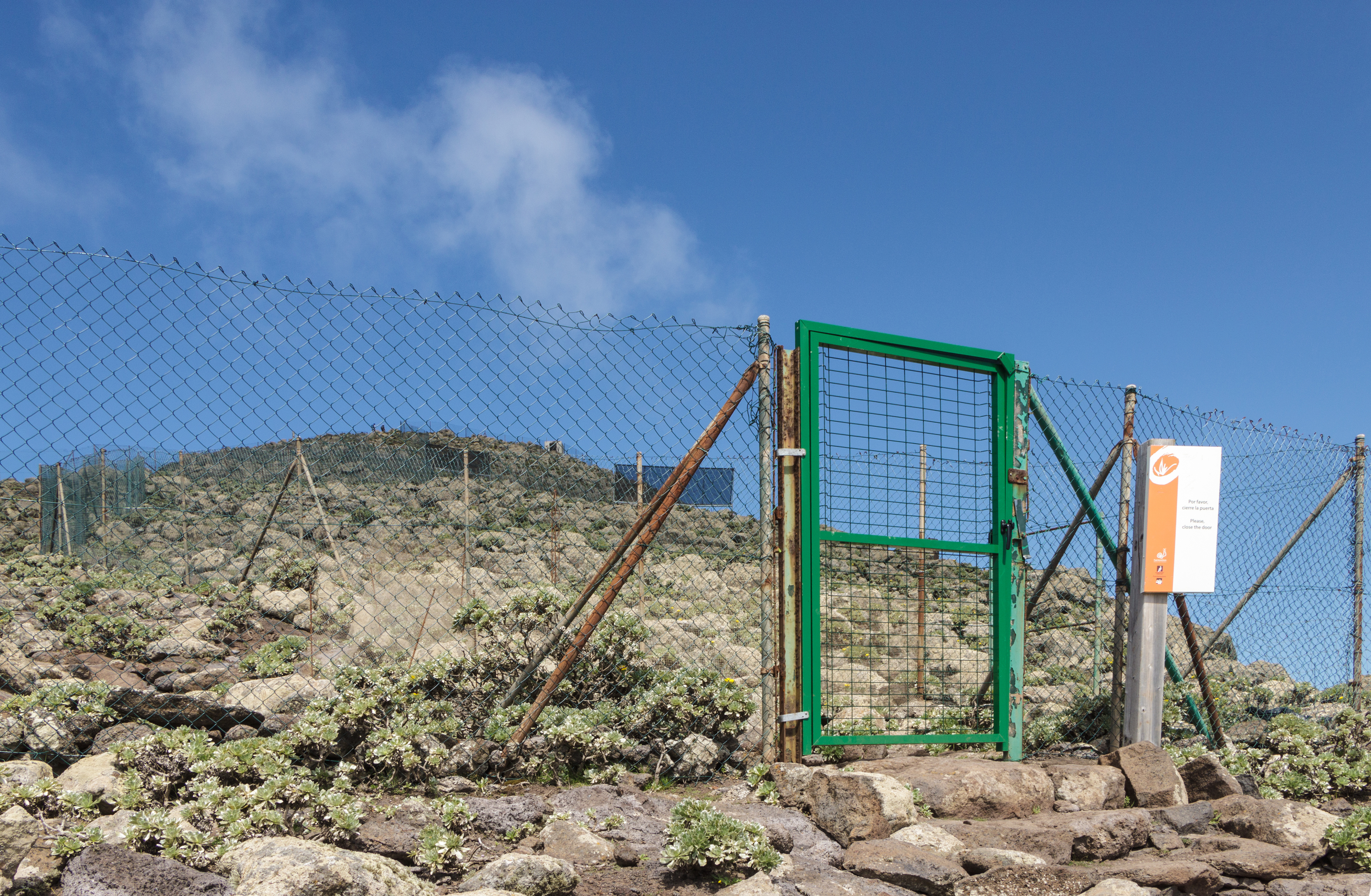
Valla de protección.
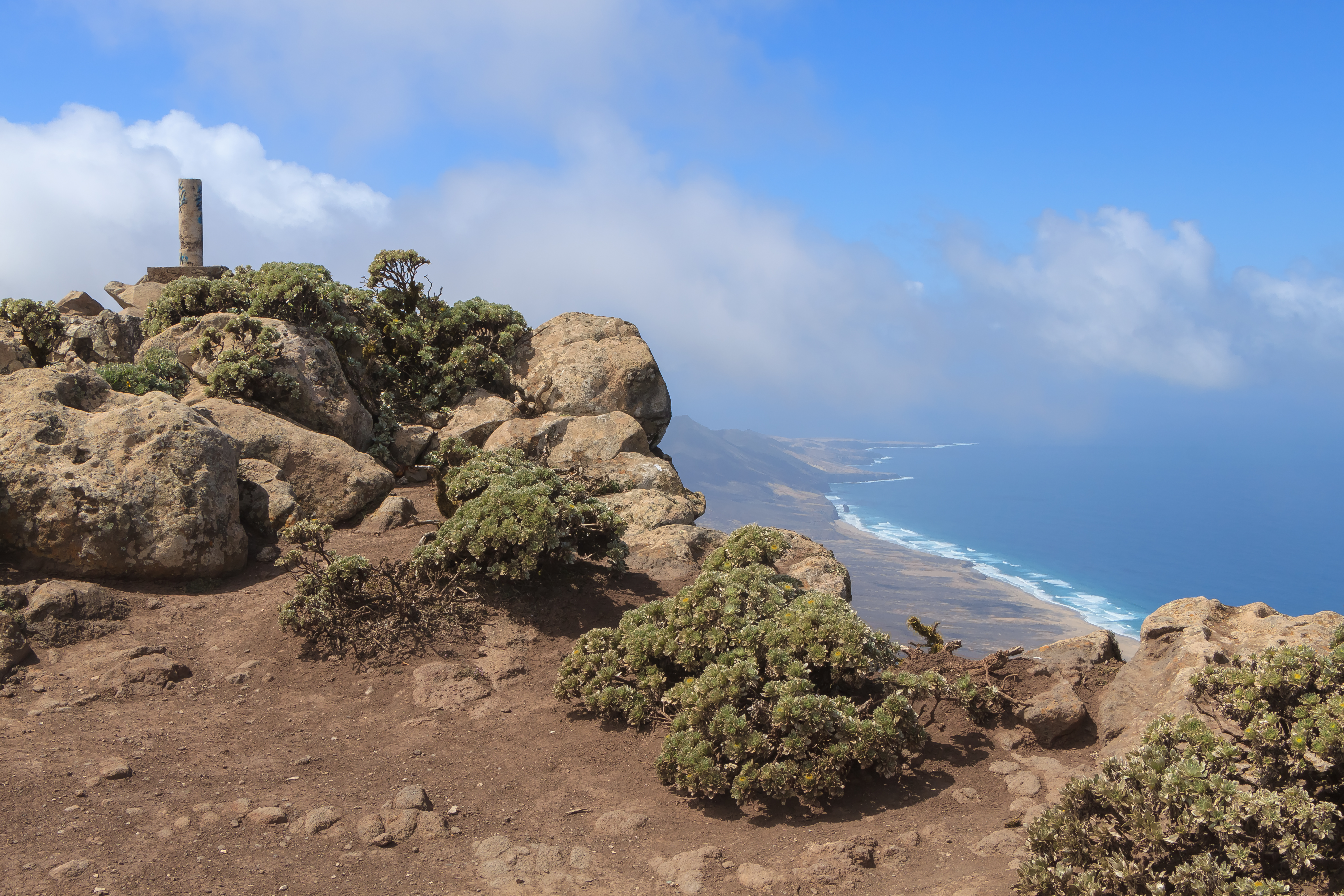
Cima.
Barranco de Butihondo.

### Vistas desde la Pico de la Zarza

### Caracoles endémicos del Pico de la Zarza

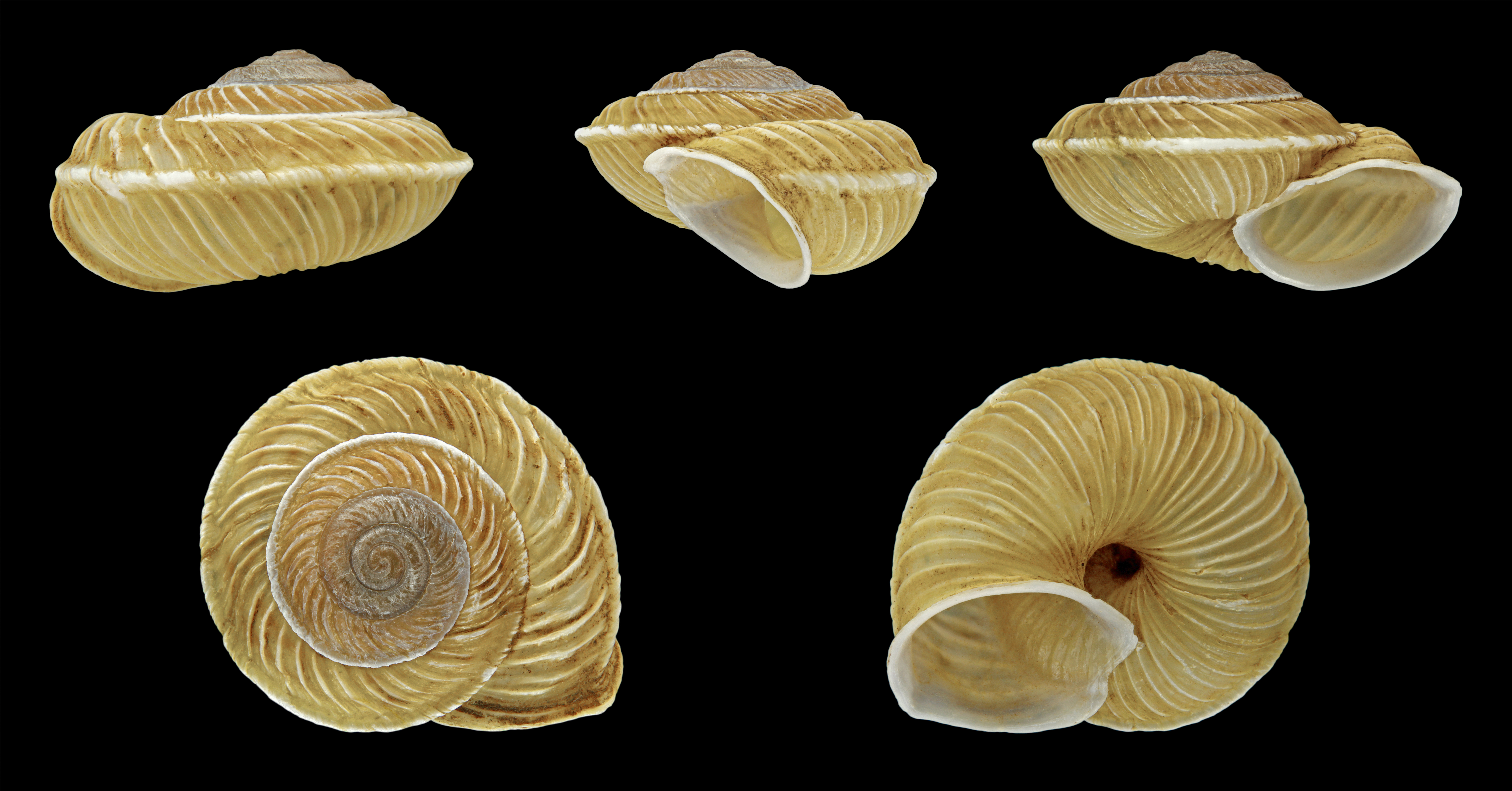
Canariella eutropis.
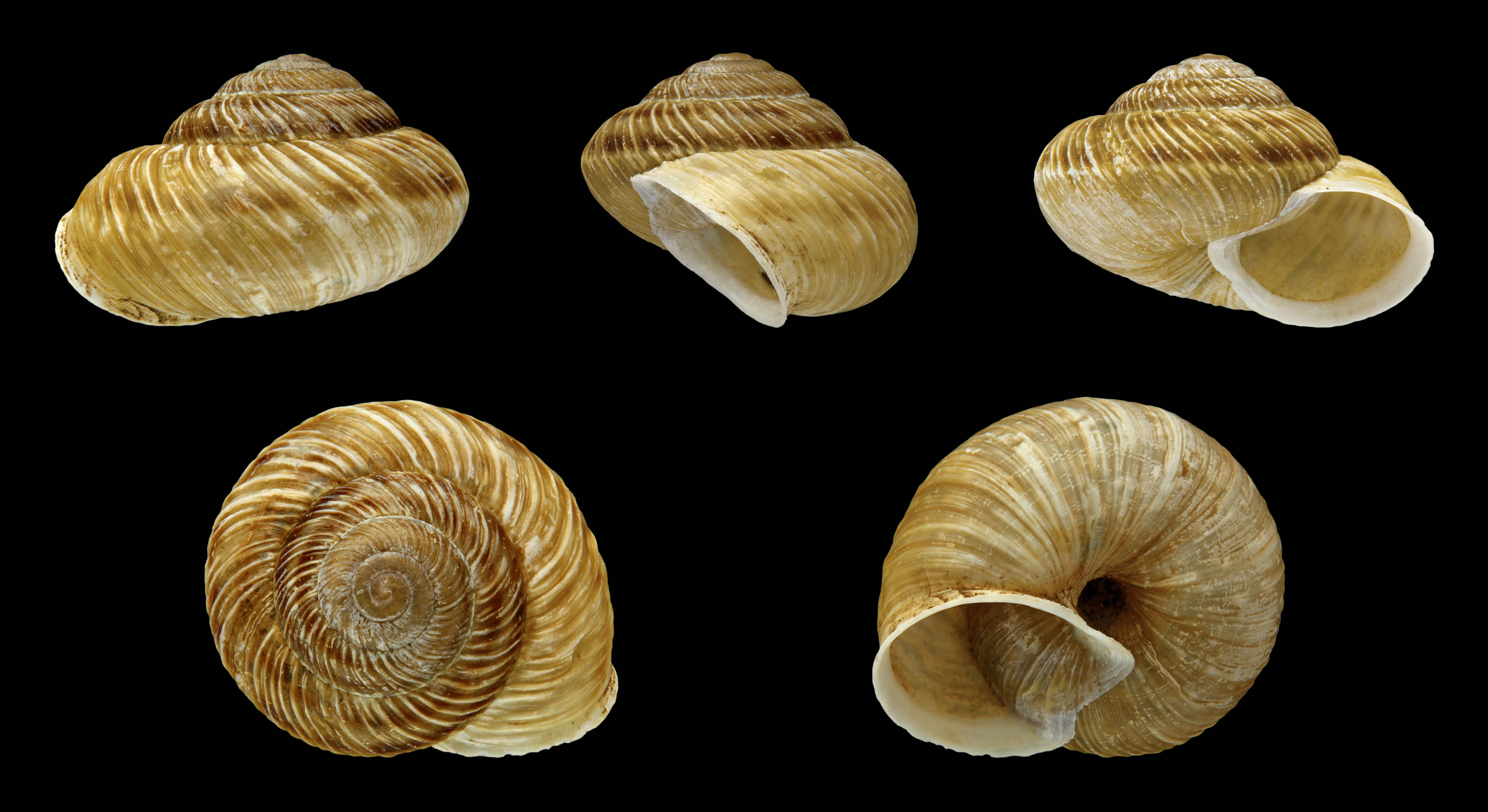
Canariella jandiaensis.
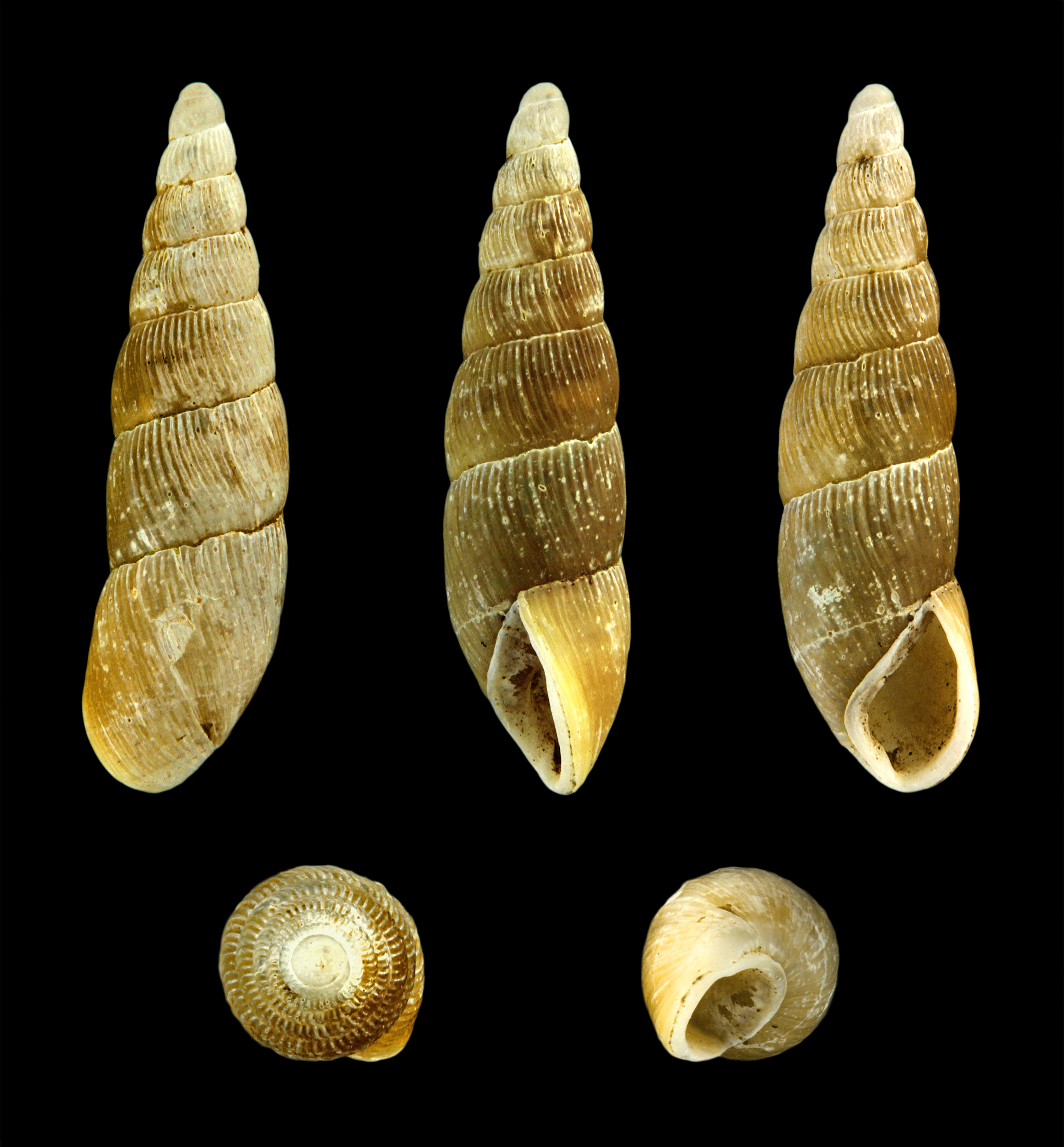
Sculptiferussacia clausiliaeformis.